# فرودگاه موشن کیاشتاد
فرودگاه موشن کیاشتاد (به انگلیسی: Mosjøen Airport, Kjærstad) (به زبان بومی: Mosjøen lufthavn, Kjærstad) یک فرودگاه همگانی مسافربری با کد یاتا MJF است که یک باند فرود آسفالت دارد و طول باند آن ۹۱۹ متر است. این فرودگاه در کشور نروژ قرار دارد و در ارتفاع ۷۲ متری از سطح دریا واقع شده‌است.